# Velký Chlumec
Obec Velký Chlumec se nachází v okrese Beroun, kraj Středočeský, asi 15 km východně od města Hořovice. Žije zde 424 obyvatel.

## Historie
První písemná zmínka o obci pochází z roku 1379. Na počátku roku 1421 po vyplenění a vyvraždění královského města Dobříš husity se v lese jižně od obce (dnešní Malý Chlumec) utábořil Jan Žižka se svými vojsky.
Během starší historie obec často měnila majitele. Ve středověku patřila k Pražskému hradu, do roku 1647 pak k Davelskému klášteru. Poté osovské panství, do kterého obec spadala, koupila rodina Kauniců a od nich ho roku 1804 získali Vratislavové z Mitrovic. Josef Antonín Vratislav z Mitrovic však v roce 1830 zemřel bez mužského potomka, panství Osov proto roku 1840 zdědila jeho dcera, provdaná Schwarzenbergová. Až do 20. let 20. století tak Chlumec patřil k panství rodu Schwarzenbergů, poté bylo panství částečně prodáno a částečně rozparcelováno v rámci pozemkové reformy.
Během 18. století vznikla jižně od obce nová ves, která se začala nazývat Malý Chlumec. Název původního Chlumce byl v souvislosti s tím změněn na Velký Chlumec. Koncem 18. století byla na návsi vybudována kaple zasvěcená svaté Ludmile. Kaple je zajímavá netypickou malou předsíňkou.
V roce 1901 byl slavnostně zahájen provoz na místní trati Zadní Třebaň - Lochovice. Nádraží Osov bylo postaveno tak, aby k němu bylo podobně daleko z Osova, Skřiple i Velkého Chlumce.
V obci Velký Chlumec (dohromady s Malým Chlumcem) byly v roce 1932 evidovány tyto živnosti a obchody: 3 hostince, krejčí, kovář, výroba lihovin, obuvník, 3 pokrývači, 5 rolníků, 4 obchody se smíšeným zbožím, 3 trafiky, truhlář. Obě obce měly tehdy dohromady 648 obyvatel.
Po roce 2000 v samotném Velkém Chlumci fungovalo už pouze Smíšené zboží a Restaurace u Kozohorských, v současnosti však ani tyto živnosti nefungují. Někdejší kravín na jižním okraji obce byl začátkem 21. století přestavěn na sídlo jezdecké společnosti s ustájením pro koně. Na jihovýchodním okraji obce byla zřízena dančí obora.

### Územněsprávní začlenění
Dějiny územněsprávního začleňování zahrnují období od roku 1850 do současnosti. V chronologickém přehledu je uvedena územně administrativní příslušnost obce v roce, kdy ke změně došlo:
- 1850 země česká, kraj Praha, politický i soudní okres Hořovice[5]
- 1855 země česká, kraj Praha, soudní okres Hořovice
- 1868 země česká, politický i soudní okres Hořovice
- 1939 země česká, Oberlandrat Plzeň, politický i soudní okres Hořovice[6]
- 1942 země česká, Oberlandrat Praha, politický okres Beroun, soudní okres Hořovice[7]
- 1945 země česká, správní i soudní okres Hořovice[8]
- 1949 Pražský kraj, okres Hořovice[9]
- 1960 Středočeský kraj, okres Beroun
- 2003 Středočeský kraj, okres Beroun, obec s rozšířenou působností Hořovice

## Současnost
V současnosti pod obec Velký Chlumec spadá i jižně položená menší obec Malý Chlumec, obecní úřad, obchod se smíšeným zbožím, hospoda a centrum obce se však nachází právě v Malém Chlumci.
V místní části Velký Chlumec se nachází obecní stavba s místní knihovnou a zázemím pro dobrovolné hasiče. Dále zde funguje autoservis a další menší živnosti. Mezi Velkým a Malým Chlumcem je sportovní areál s fotbalovým, tenisovým a dětským hřištěm a s občerstvením fungujícím při zápasech.
U brodu přes Chlumecký potok se nachází památný strom. Je jím 300 let starý dub letní, vysoký asi 25 metrů s obvodem kmene 410 cm.

## Části obce
Obec Velký Chlumec se skládá ze dvou částí v katastrálním území Velký Chlumec:
- Malý Chlumec
- Velký Chlumec

K obci dále náleží chatová oblast Muchov

## Doprava

### Individuální doprava
- Pozemní komunikace – Do obce vede silnice III. třídy. Po jižní hranici katastrálního území obce vede lesem silnice II/114 Hořovice - Hostomice - Dobříš, severním směrem lze po 2 km najet na silnici II/115 Jince - Hostomice - Řevnice - Dobřichovice.

Veřejná doprava
- Autobusová doprava – V obci měly zastávky autobusové linky Hořovice-Všeradice-Nesvačily (v pracovních dnech 1 spoj do Všeradic), Hořovice-Dobříš (v pracovních dnech 7 spojů) a Běštín-Hostomice-Všeradice-Nesvačily-Řevnice (v pracovních dnech 2 spoje do Řevnic, v opačném směru 4 spoje) (dopravce PROBO BUS, a. s.).

- Železniční doprava – Po trati 172 jezdilo v pracovních dnech 8 párů osobních vlaků, o víkendu 7 párů osobních vlaků. Provozovatelem vlakové dopravy jsou České dráhy.

## Galerie

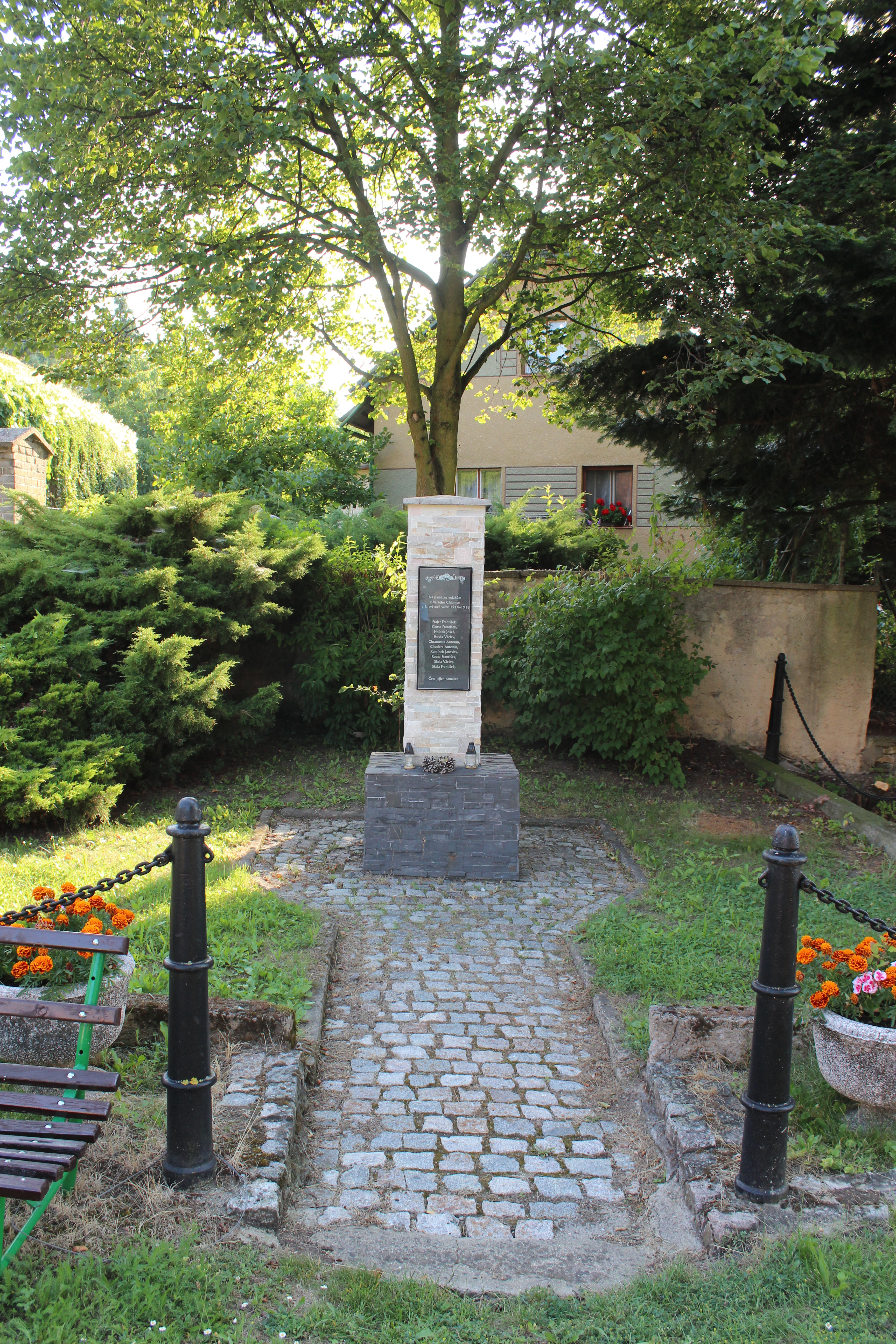
Pomník účastníkům 1. světové války z Velkého Chlumce
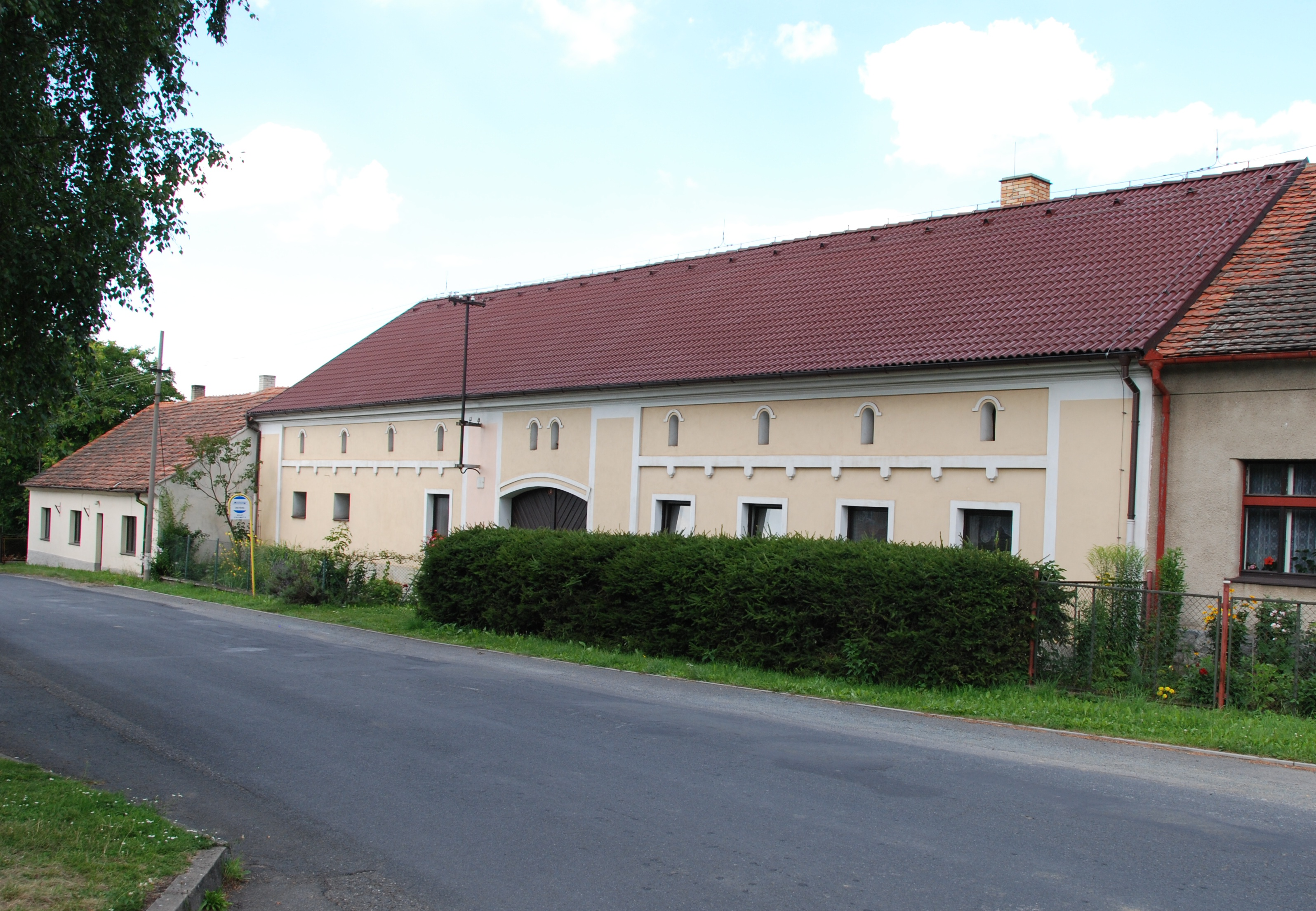
Náves ve Velkém Chlumci
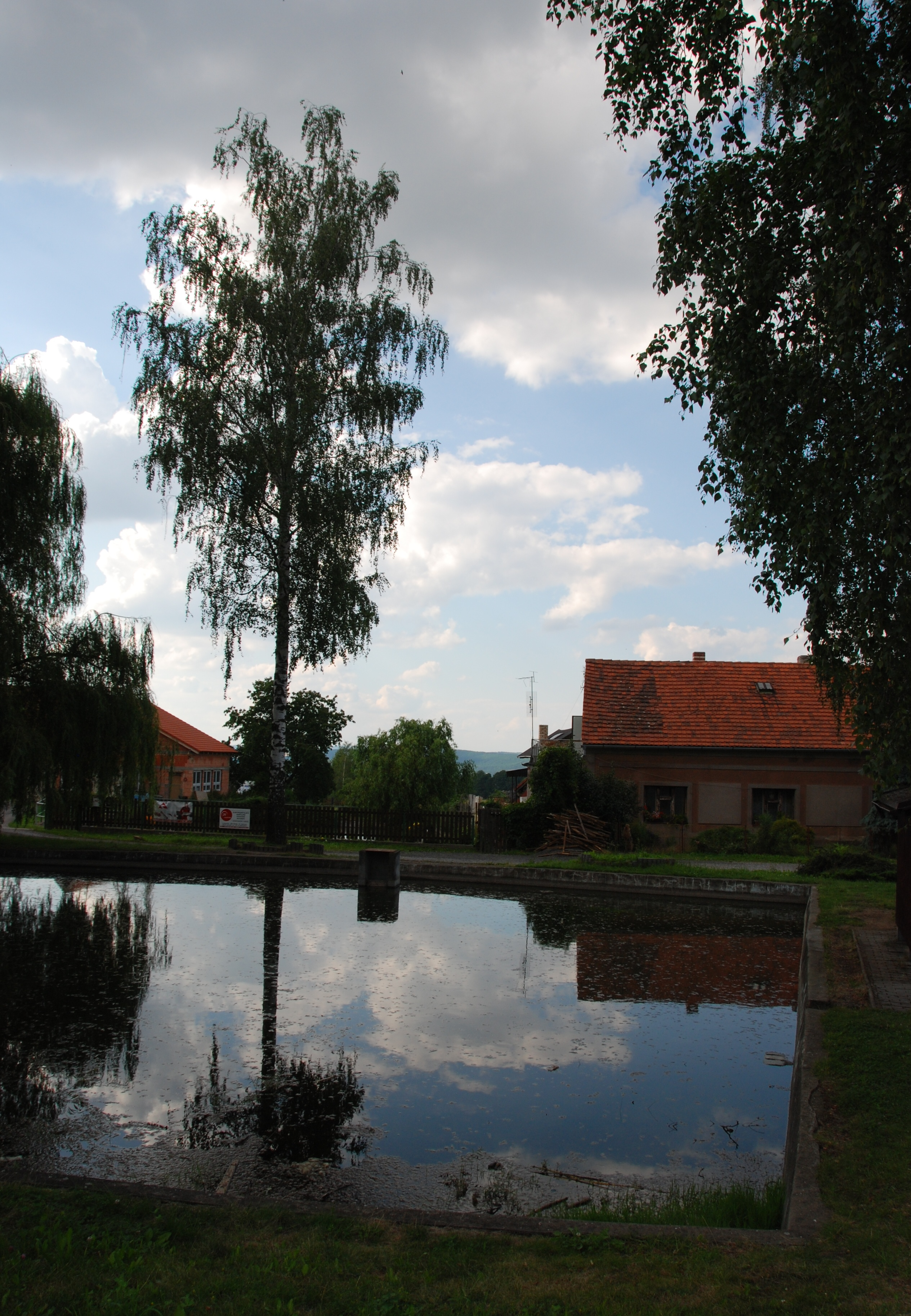
Rybník na návsi
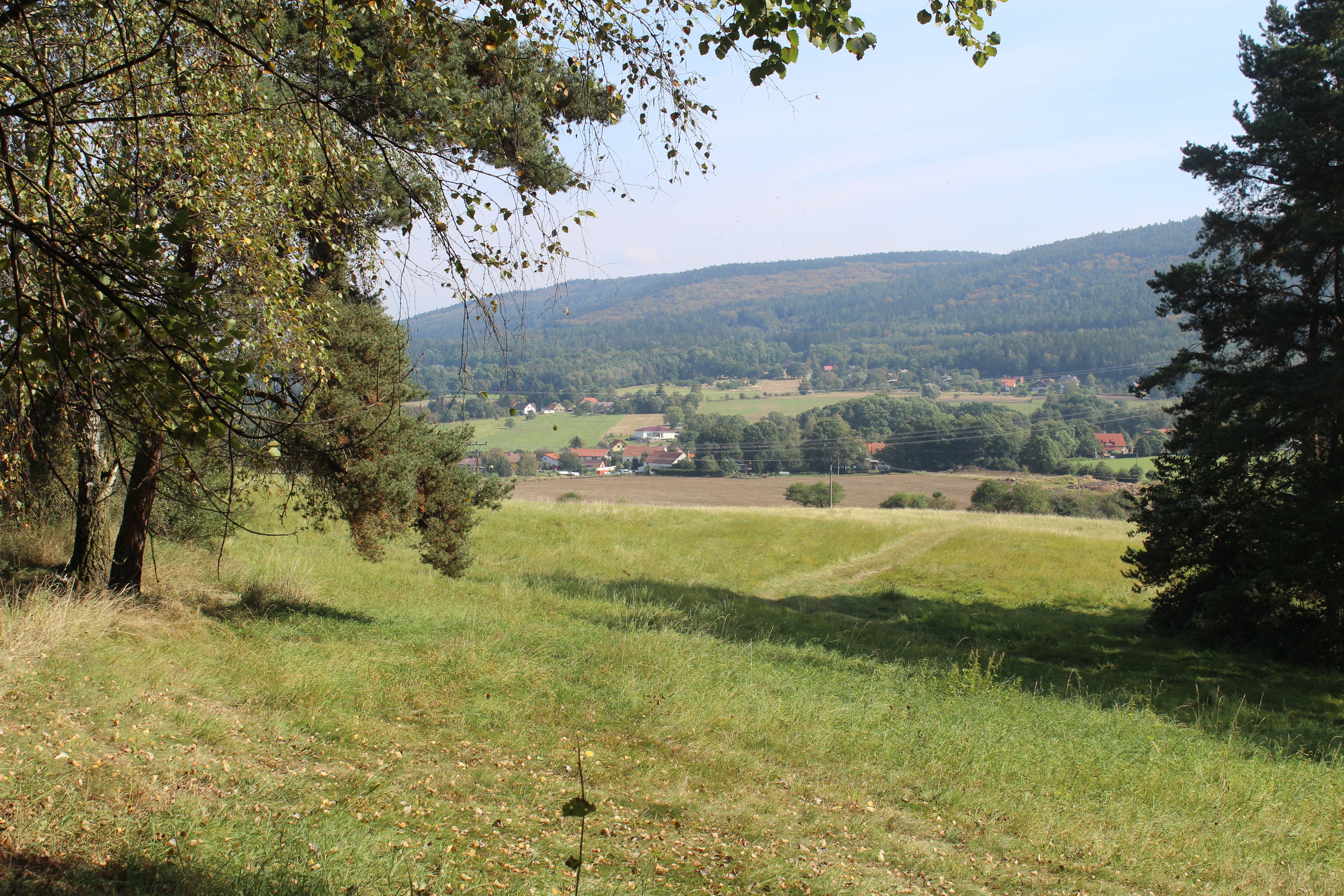
Velký Chlumec z vrchu Šiberna
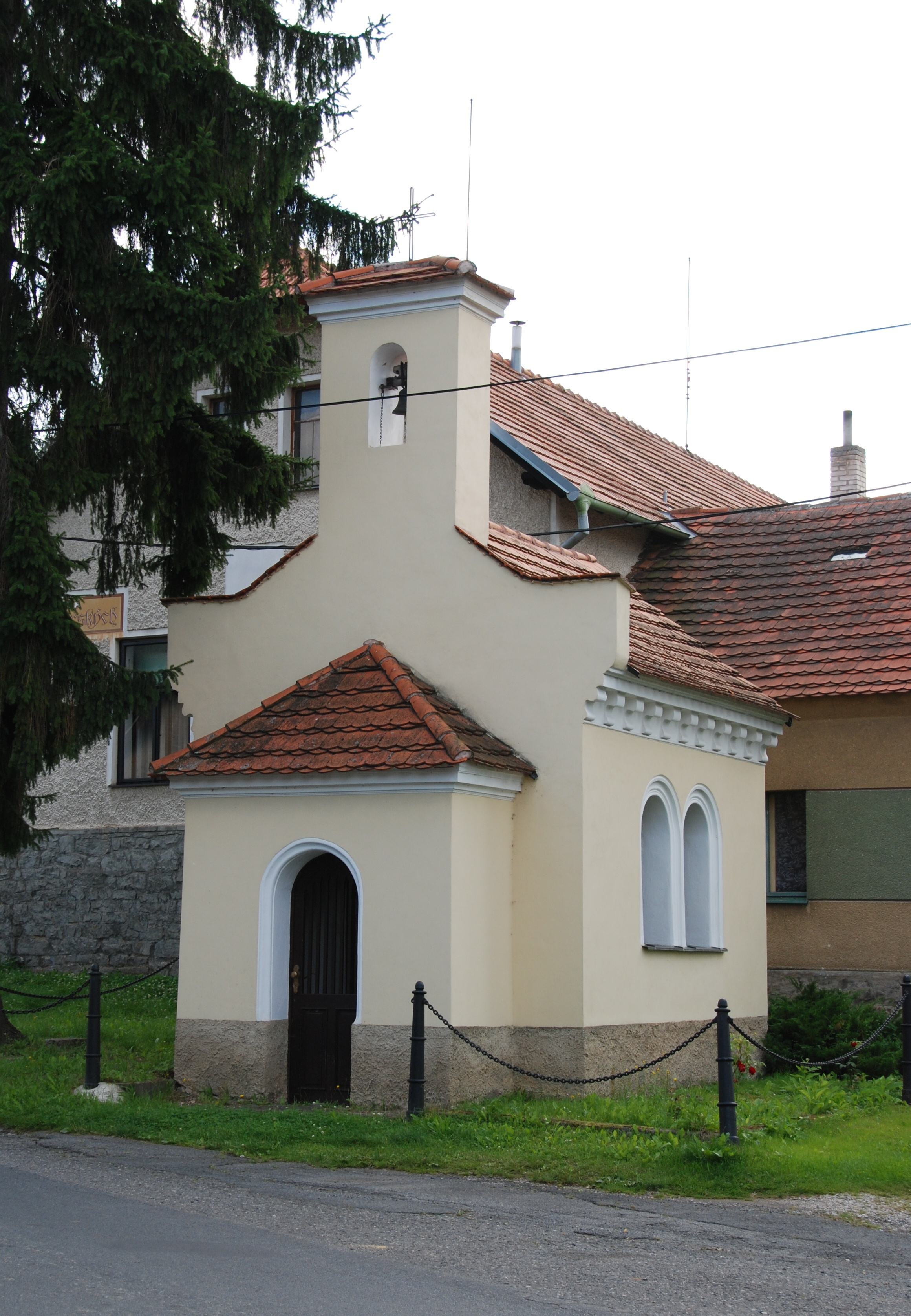
Kaple svaté Ludmily na návsi
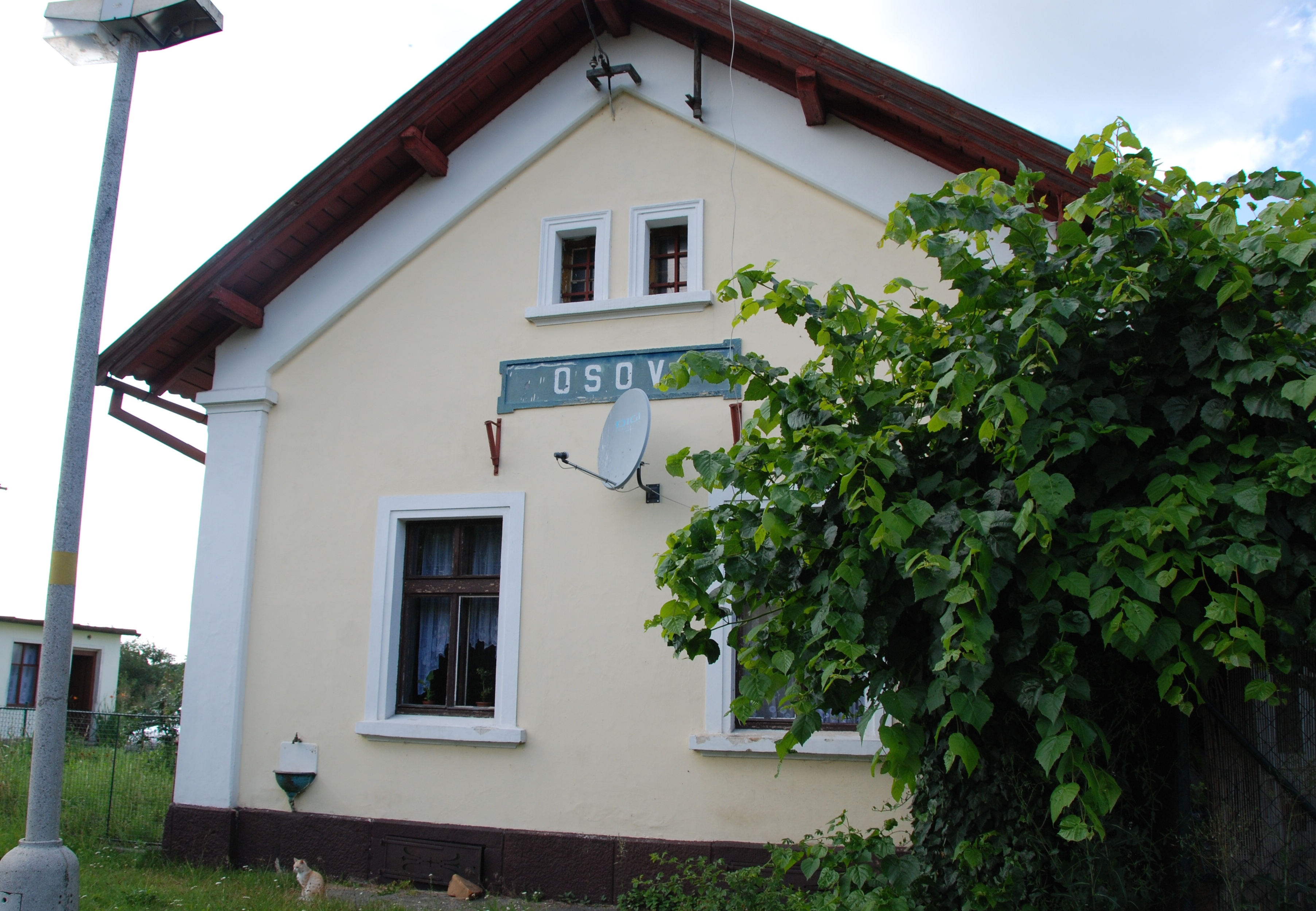
Nádraží Osov leží na hranici obcí Osov a Velký Chlumec